# Africaterphis acroceroides
Africaterphis acroceroides är en tvåvingeart som först beskrevs av Curtis W. Sabrosky 1950.  Africaterphis acroceroides ingår i släktet Africaterphis och familjen kulflugor. Inga underarter finns listade i Catalogue of Life.